# 永堀川
永堀川（ながほりがわ）は、埼玉県川口市を流れる荒川水系の準用河川。

## 概要
川口市坂下町1丁目の見沼代用水から西に流れ、市内里で南に直角に向きを変える。そのまま南下し芝川に合流する。延長は1.2 キロメートル。一部暗渠で、桜並木の整備された永堀川公園なども整備されている。

## 橋梁

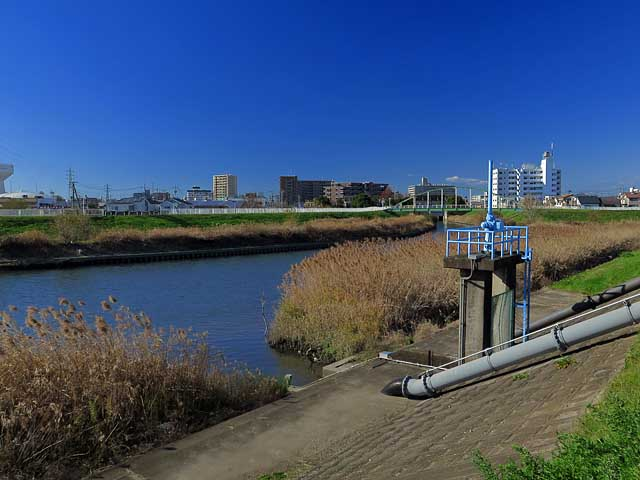
永堀川と芝川の合流点

- 埼玉県道34号さいたま草加線（第二産業道路）
- 互締橋（市民プール通）
- 天神橋（天神橋通）